# Wencheng
Wencheng är ett härad som tillhör stadsprefekturen Wenzhou i Zhejiang-provinsen i östra Kina.
Befolkningen uppgick till 264 878 invånare vid folkräkningen år 2000, varav 44 519 invånare bodde i huvudorten Daxue. Häradet var år 2000 indelat i åtta köpingar (zhèn) och 25 socknar (xiāng).